# Rhotala depressifrons
Rhotala depressifrons är en insektsart som beskrevs av Frederick Arthur Godfrey Muir 1923. Rhotala depressifrons ingår i släktet Rhotala och familjen vedstritar. Inga underarter finns listade i Catalogue of Life.